# Rolf Dullenkopf
Rolf Dullenkopf es un deportista alemán que compitió para la RFA en vela en la clase Tornado. Ganó una medalla de oro en el Campeonato Mundial de Tornado de 1977.

## Palmarés internacional
| Campeonato Mundial | Campeonato Mundial          | Campeonato Mundial | Campeonato Mundial |
| Año                | Lugar                       | Medalla            | Clase              |
| ------------------ | --------------------------- | ------------------ | ------------------ |
| 1977               | Long Beach (Estados Unidos) | Medalla de oro     | Tornado            |